# Cerapachys sauteri
Cerapachys sauteri är en myrart som beskrevs av Auguste-Henri Forel 1913. Cerapachys sauteri ingår i släktet Cerapachys och familjen myror. Inga underarter finns listade i Catalogue of Life.